# Dietrich Patera
La Dietrich Patera è una struttura geologica della superficie di Venere.